# Kolibri Színház
A Kolibri Színház a budapesti színházak egyike, amely a VI. kerületben a Jókai téren található.

## Története
A színházat 1992-ben a Budapest Fővárosi Közgyűlés alapította. Az intézmény előadásainak célcsoportja a 0-18 éves korosztály. Joggal nevezhető gyermek- és ifjúsági színháznak, amely komoly színházpedagógiai műhelynek számít Magyarországon.
"A színház egyedülálló sajátossága az összművészeti jelleg. A hagyományos népi, klasszikus zenei, képzőművészeti és irodalmi értékeket képviselő darabokat és a mai szerzők új műveit egyaránt műsoron tartjuk." - írja a színház honlapja.
A 2025-ös igazgatóváltás következtében közel negyven munkatárs távozott a színházból, több színész és háttérdolgozó is.

### A színház játszóhelyei
- Kolibri Színház (Jókai tér 10.) - családi színházi előadások, mesejátékok, ifjúsági és csecsemőszínházi előadások
- Kolibri Fészek (Andrássy út 74.) - előadások a legkisebbeknek (0-9 éves korig)
- Kolibri Pince (Andrássy út 77.) - ifjúsági színházi előadások

## Igazgatói
- Novák János (1992–2025)[2]
- Zalán János (2025–)[3]

## Társulat (2025/2026)

### Vezetés
- Igazgatóː Zalán János
- Dramaturgː Horváth Péter

### Színészek[4]
- Bede-Fazekas Annamária
- Bodnár Zoltán
- Farkas Éva
- Fehér Dániel
- Gazdag László
- Kocsis Fülöp Soma
- Kormos Gyula
- Megyes Melinda
- Mészáros Tamás
- Mult István
- Péteri Lilla
- Ruszina Szabolcs
- Sallai Virág
- Tisza Bea
- Tőkés Nikolett
- Tóth József
- Virga Tímea

## Az épület története
A ma Jókai tér 10. alatti szecessziós épület 1912-ben, Komor Marcell és Jakab Dezső tervei alapján épült lakóházként. Az épület földszintjén kezdetben az Edison filmszínház működött. 1916-tól az ún. UHU mulató, majd a Pelikán Mulató és a Régi Apolló (Apolló Kabaré) működött az épületben. 1927-ben itt nyílott meg a Rott Sándor által vezetett Komédia, amely 1928-1944 között Komédia Orfeum néven működött.
A vezető 1928-tól Somogyi Kálmán volt, akit 1938-tól Perényi József, 1940-től Misoga László követett. Főrendezőként előbb Virágh Jenő, majd Tábori Emil és Herczeg Jenő dolgozott itt. 1944-ben a háború miatt az intézmény ideiglenesen bezárt.
1945-ben Medgyaszay Vilma nyitotta meg a teátrumot, amely előbb Medgyaszay Színpad, Medgyaszay Színház, majd Modern Színpad néven működött. 1946-tól a színház Somogyi Kálmán kezébe került, akit 1948-ban Greguss Zoltán követett, aki Modern Színházként működtette tovább az intézményt.
1954-ben a Vidám Színpad kamaraszínháza lett. 1970-ben az épületet átépítették és az Állami Bábszínház játszóhelye lett. 1976-1992 között a Bábszínház kamaraszínháza volt.
1992-ben a fővárosi közgyűlés megalapította a Kolibri Színházat, amely azóta is az épületben működik.